# Criș, Mureș
Criș, mai demult Crișd (în dialectul săsesc Kraeš, în germană Kreisch, în maghiară Keresd) este un sat în comuna Daneș din județul Mureș, Transilvania, România.

## Clădiri istorice
- Castelul Bethlen din Criș a fost construit între secolele XIV-XVII, în stilul Renașterii transilvănene, ca reședință nobiliară fortificată, de mică amploare (cel mai frumos castel Renaissance din Ardeal). Are o incintă fortificată de plan pătrat, cu bastioane circulare la colțuri și turn de intrare pătrat, structură tipică arhitecturii militare medievale târzii, anterioară castelului de pe latura de sud. Reședința are două nivele, un impozant turn circular (Turnul Arcașilor) și o loggie cu deschideri arcuite semicirculare, sprijinite pe coloane cilindrice scunde. După construirea castelului, sistemul de fortificații a fost completat cu o semi-incintă cu bastioane pană.

## Galerie

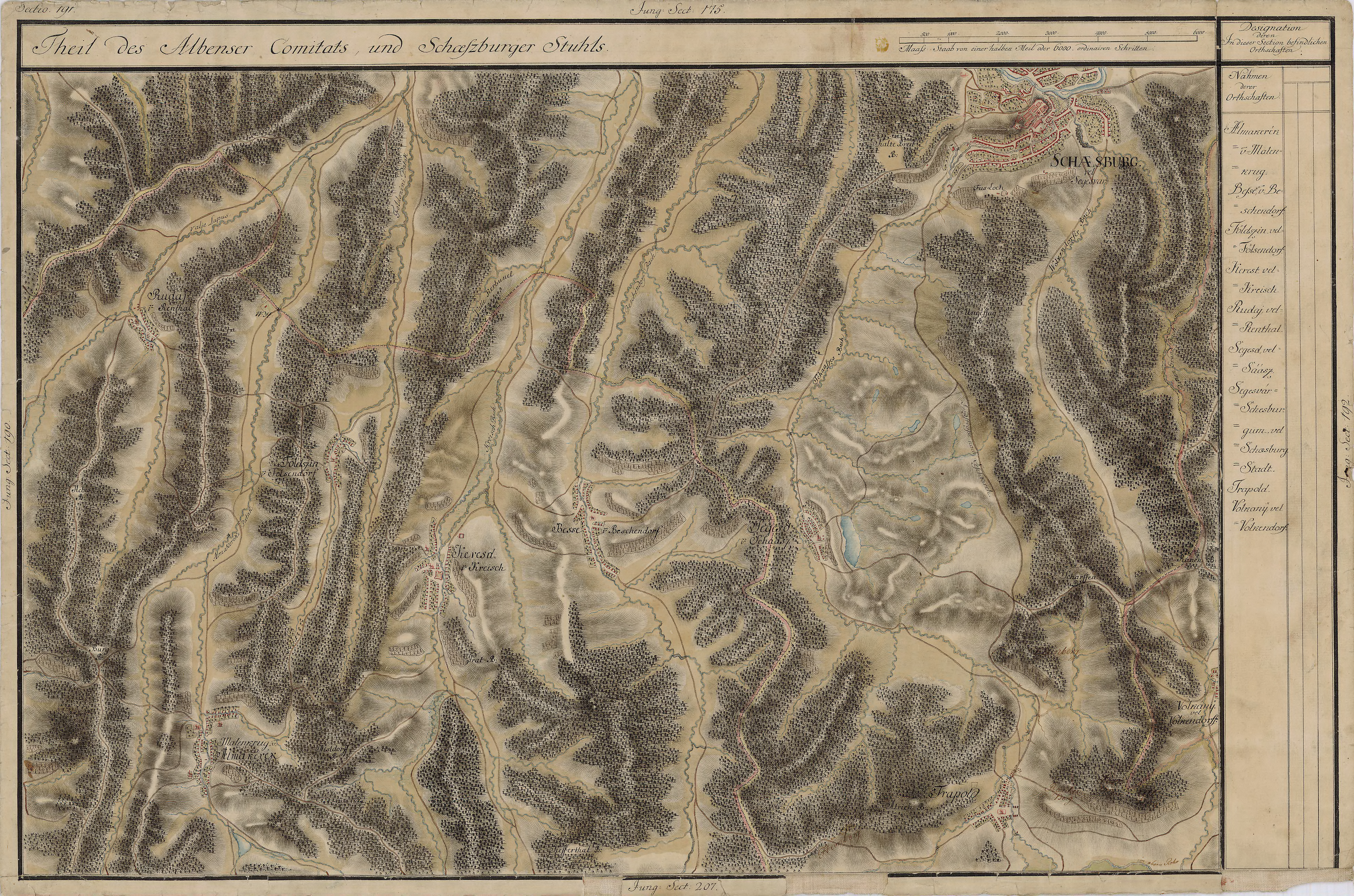
Criș pe Harta Iosefină a Transilvaniei, 1769-1773
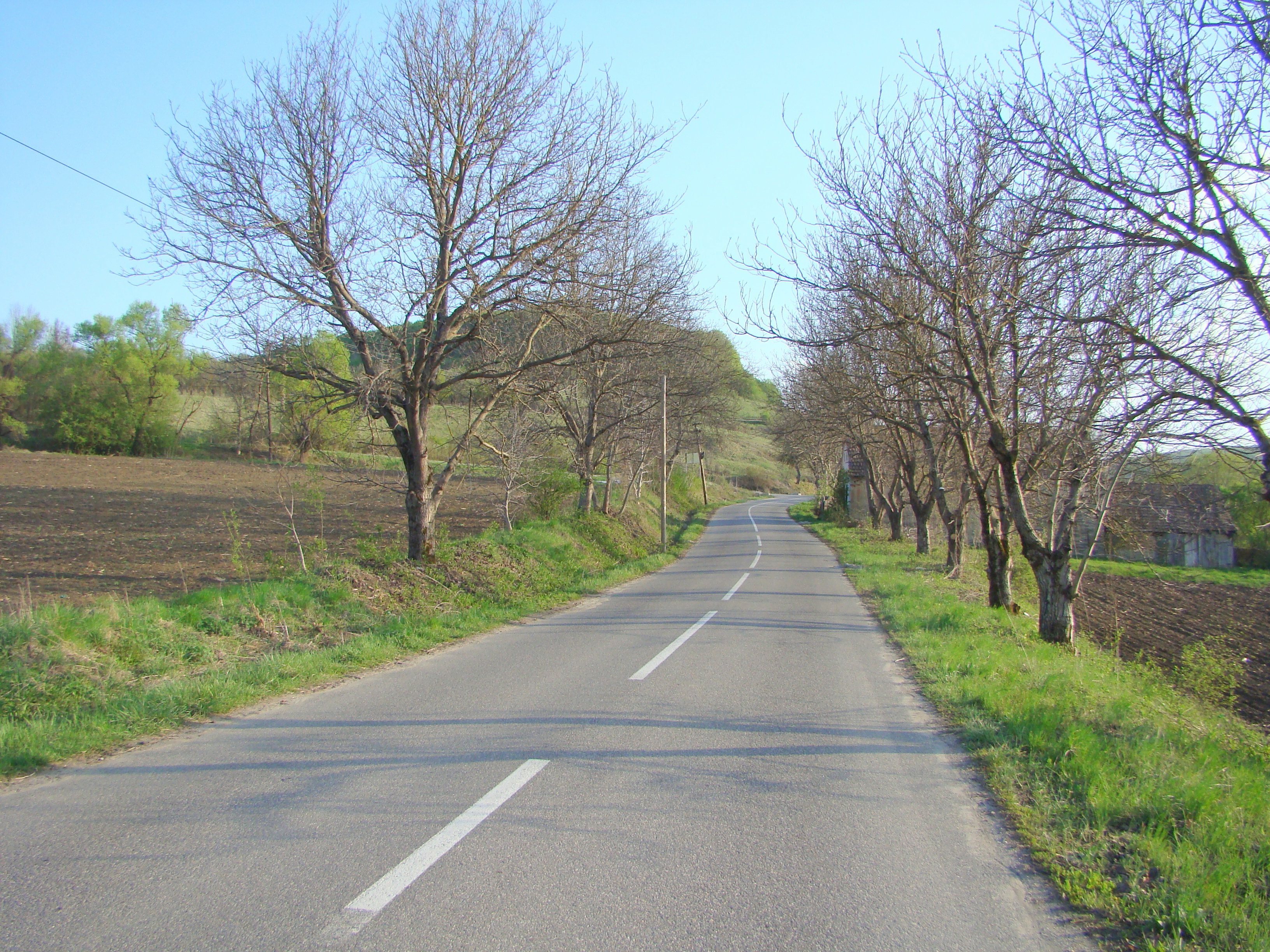
Drumul Daneș-Criș
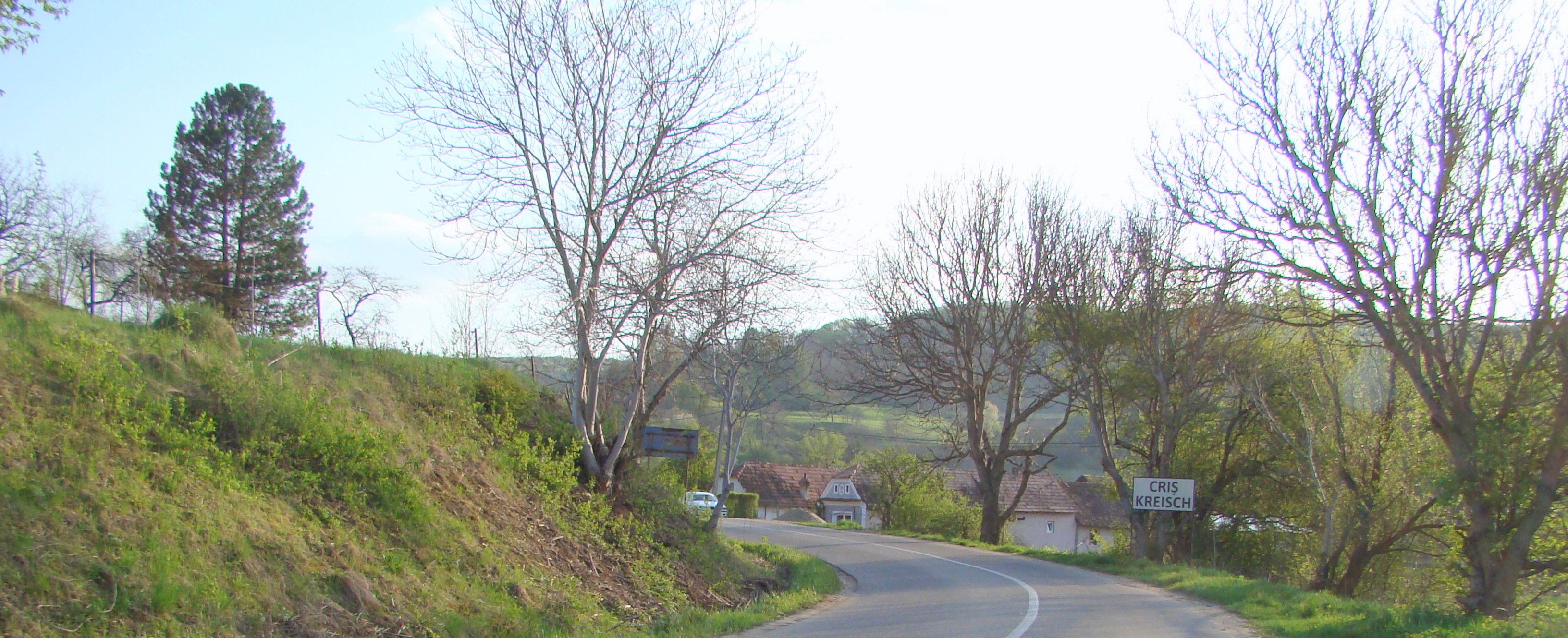
Intrarea în localitate
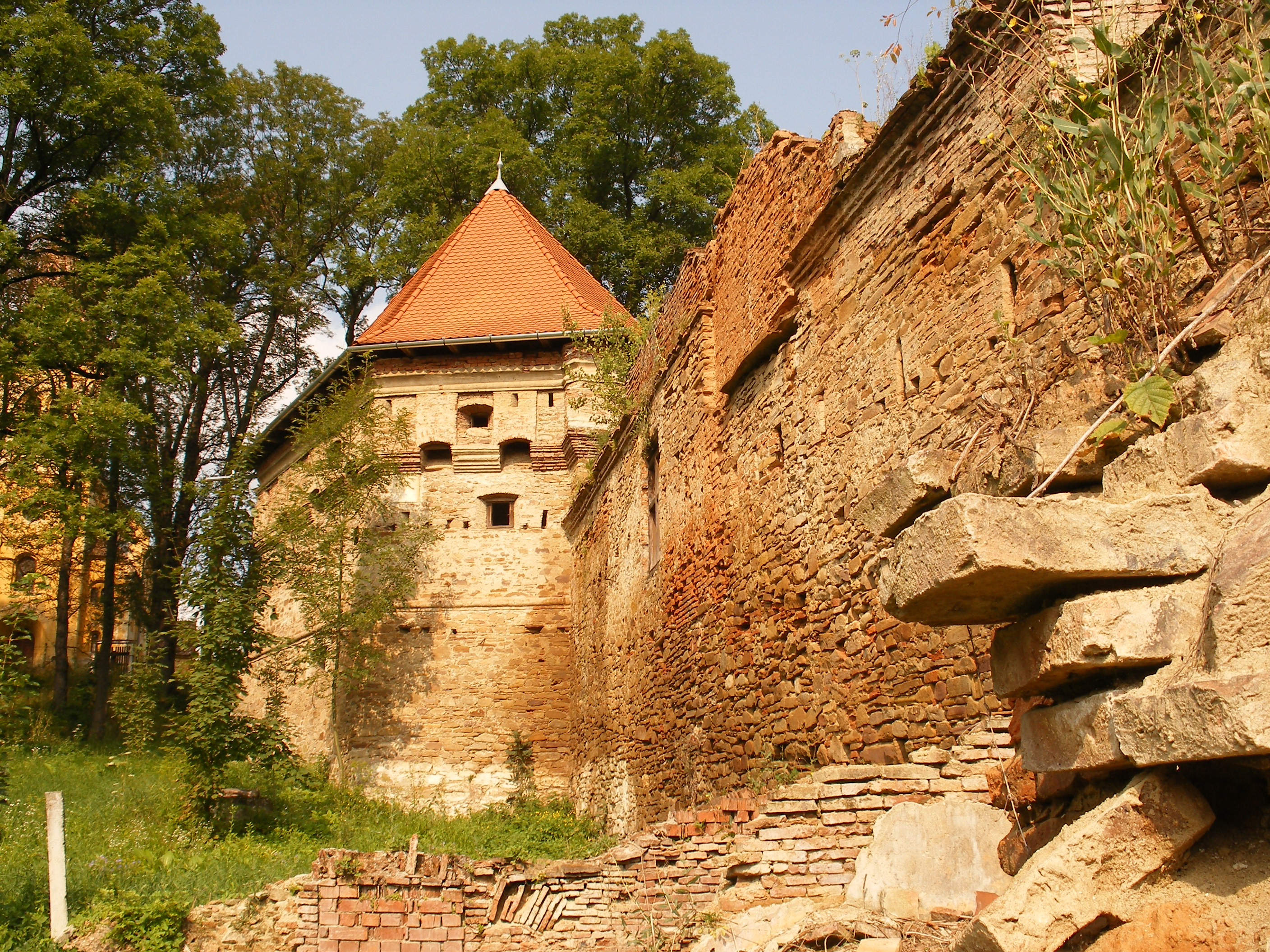
Castelul de la Criș
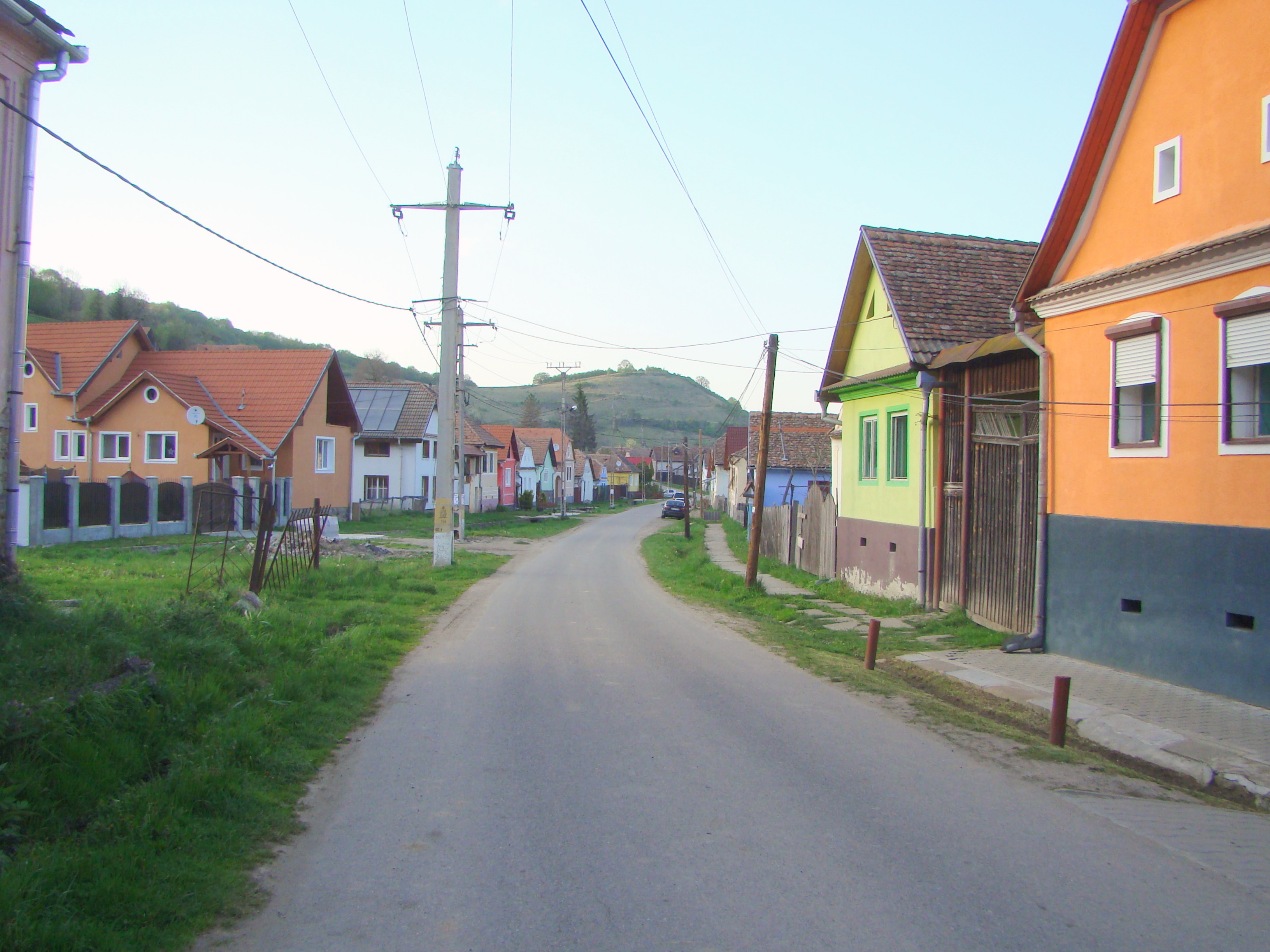
Vedere din sat
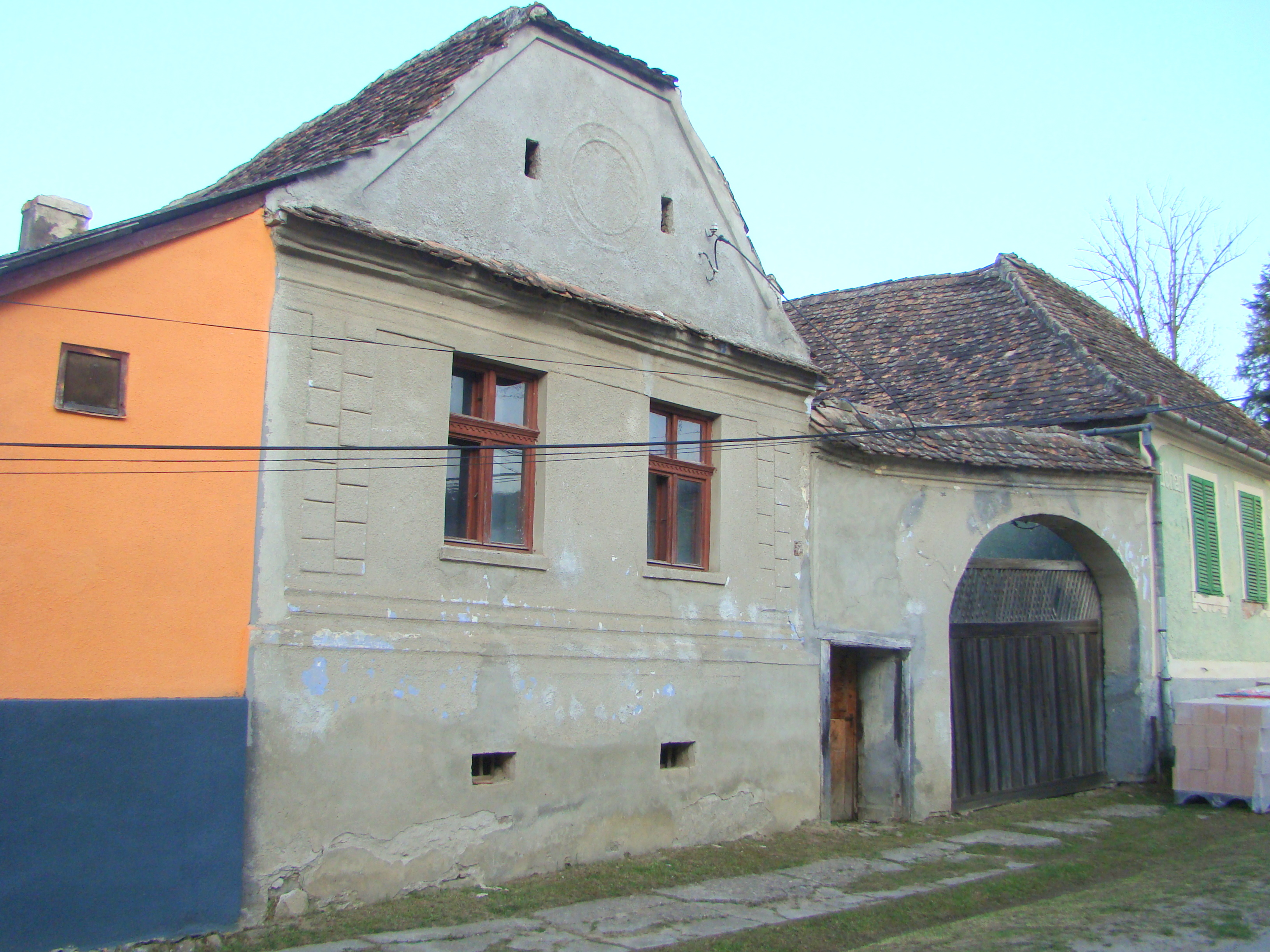
Vedere din sat
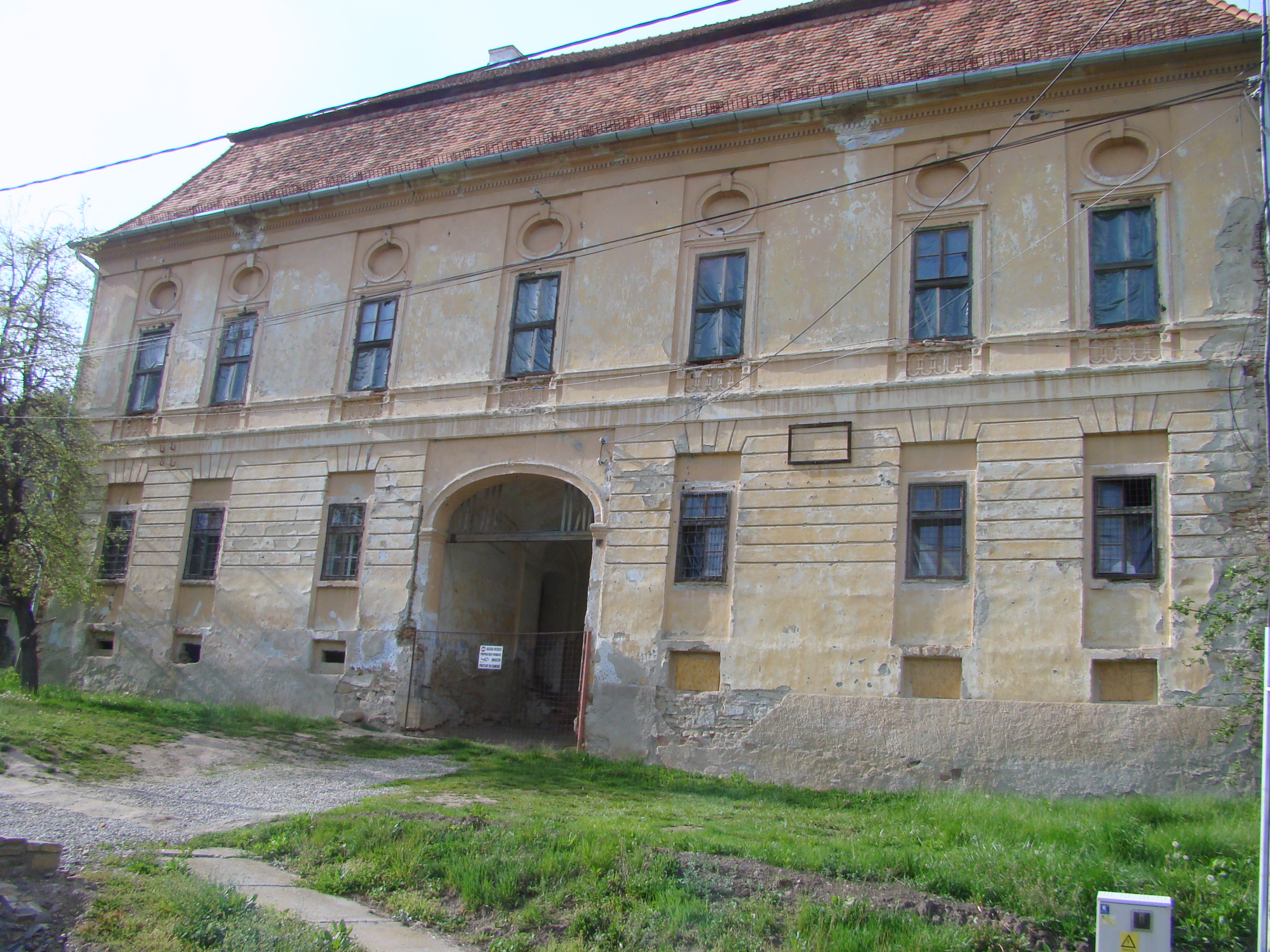
Fosta primărie (monument istoric)
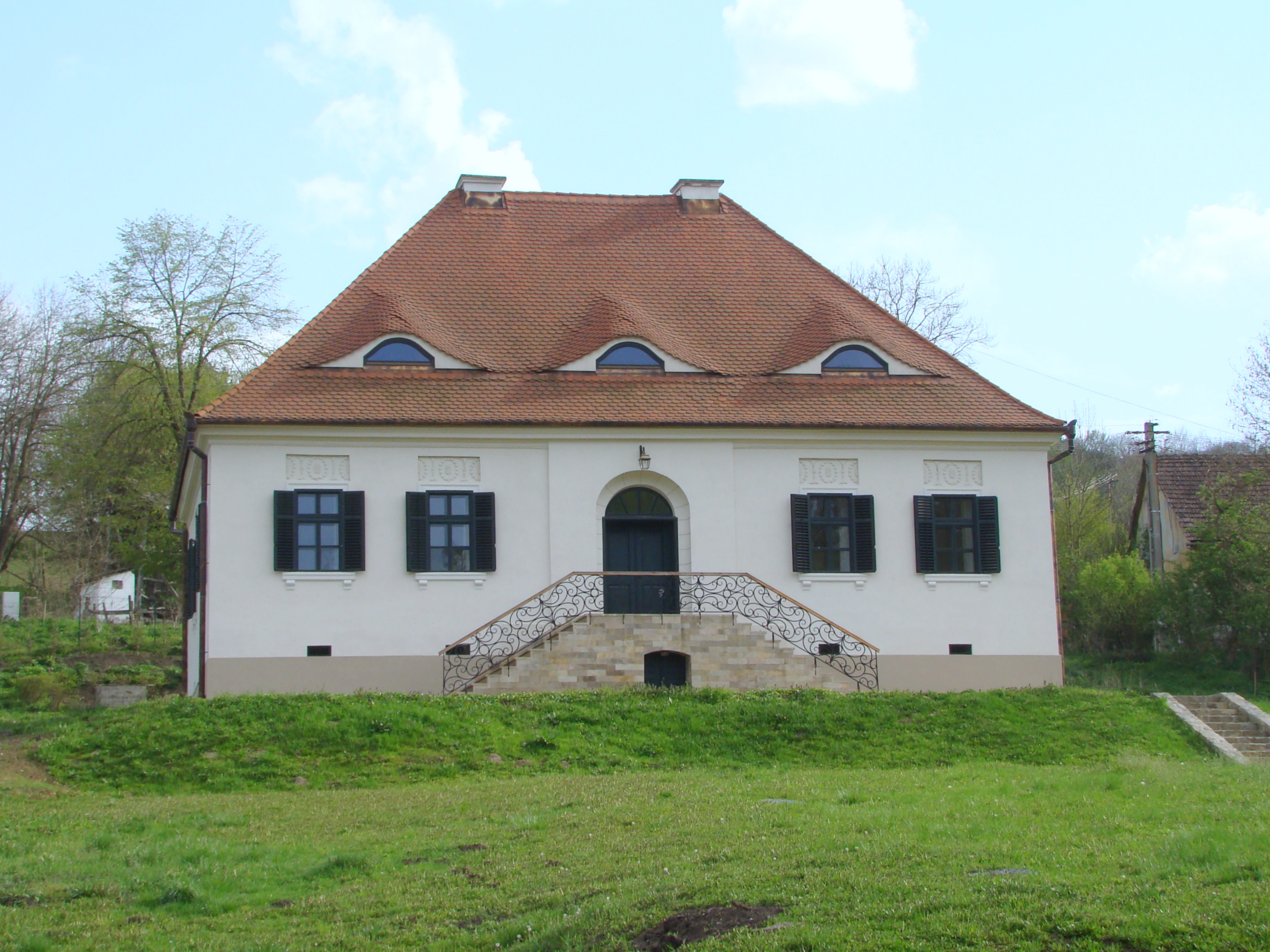
Vedere din sat
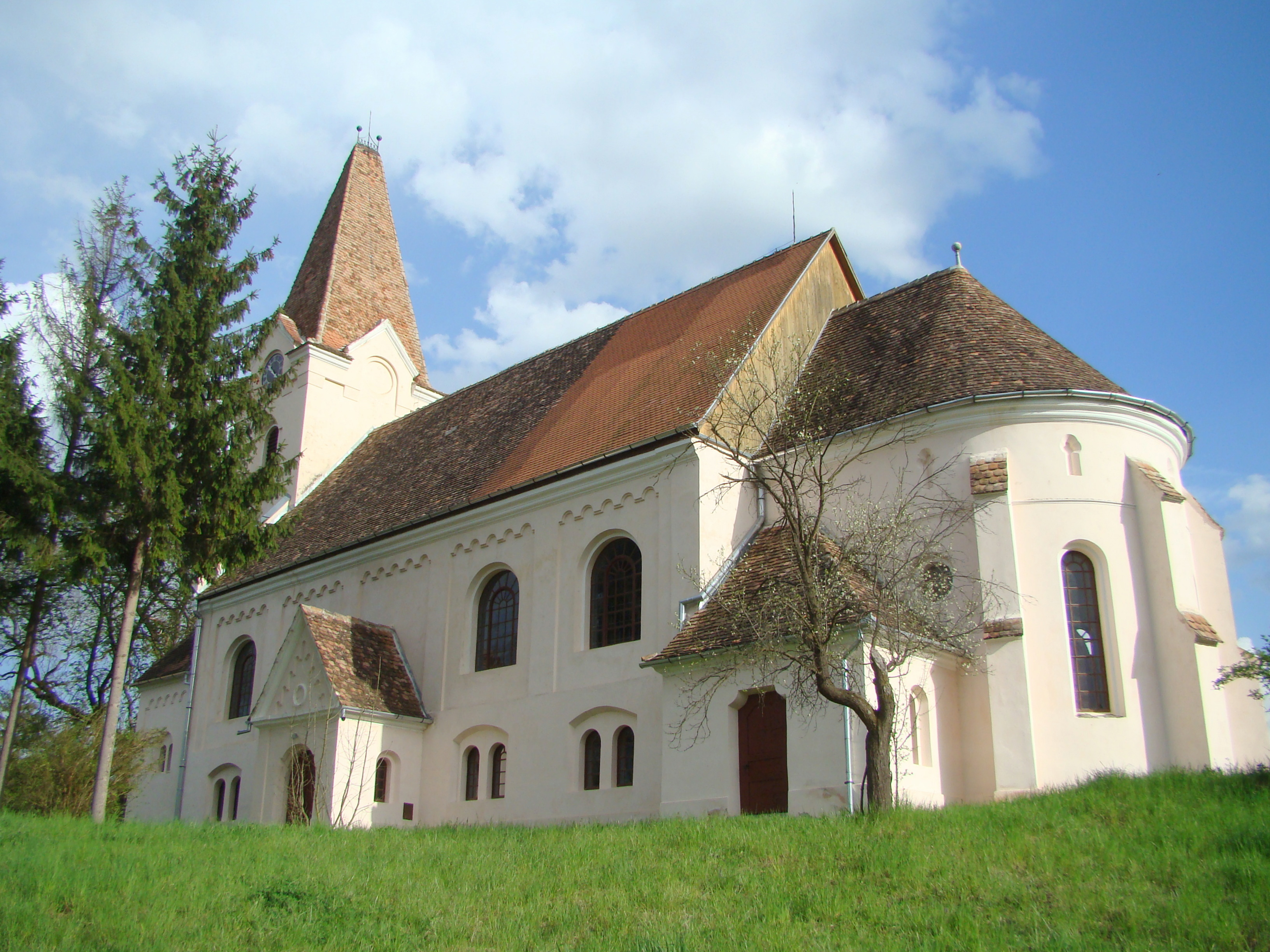
Biserica evanghelică
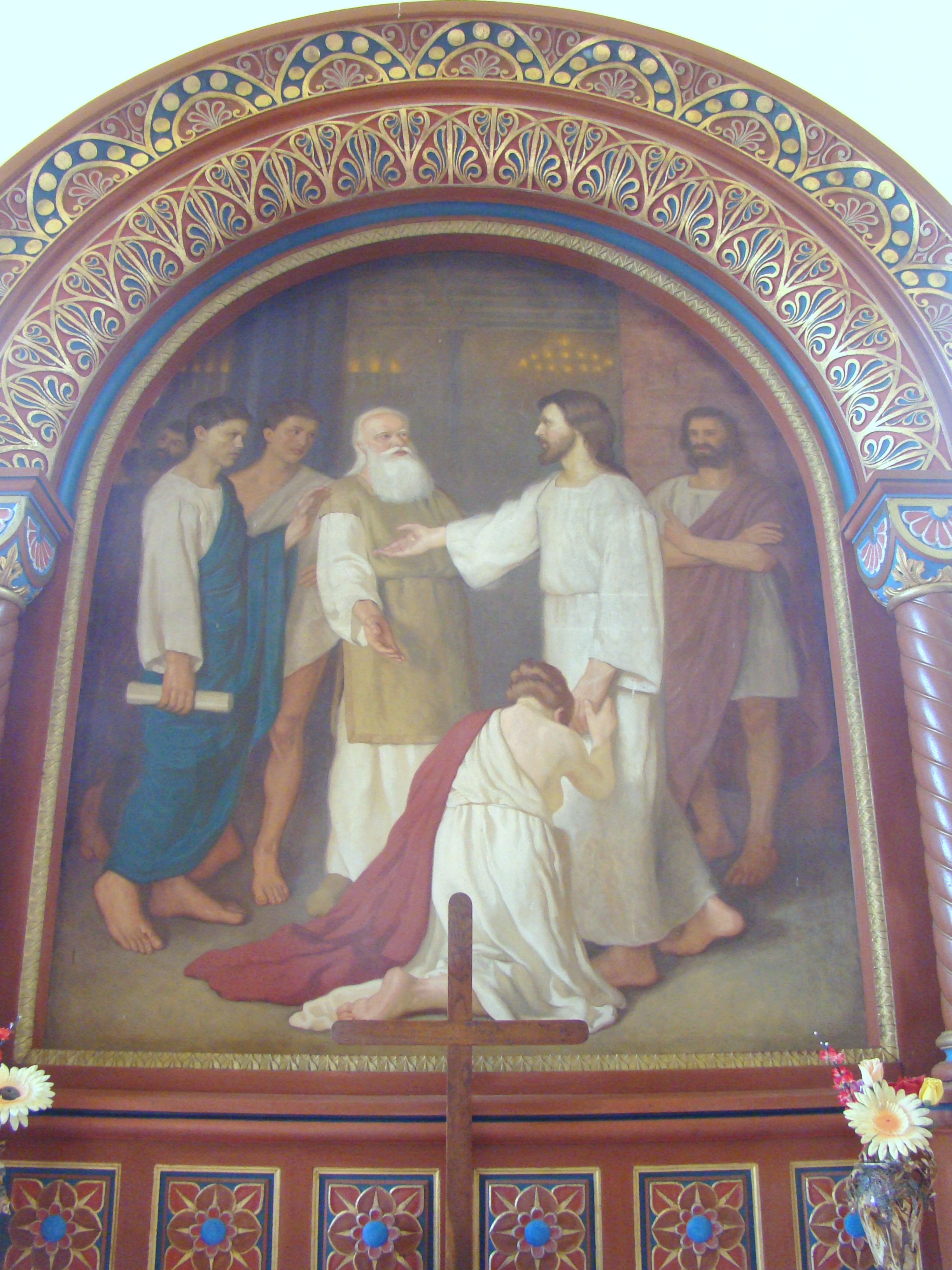
Altarul bisericii evanghelice
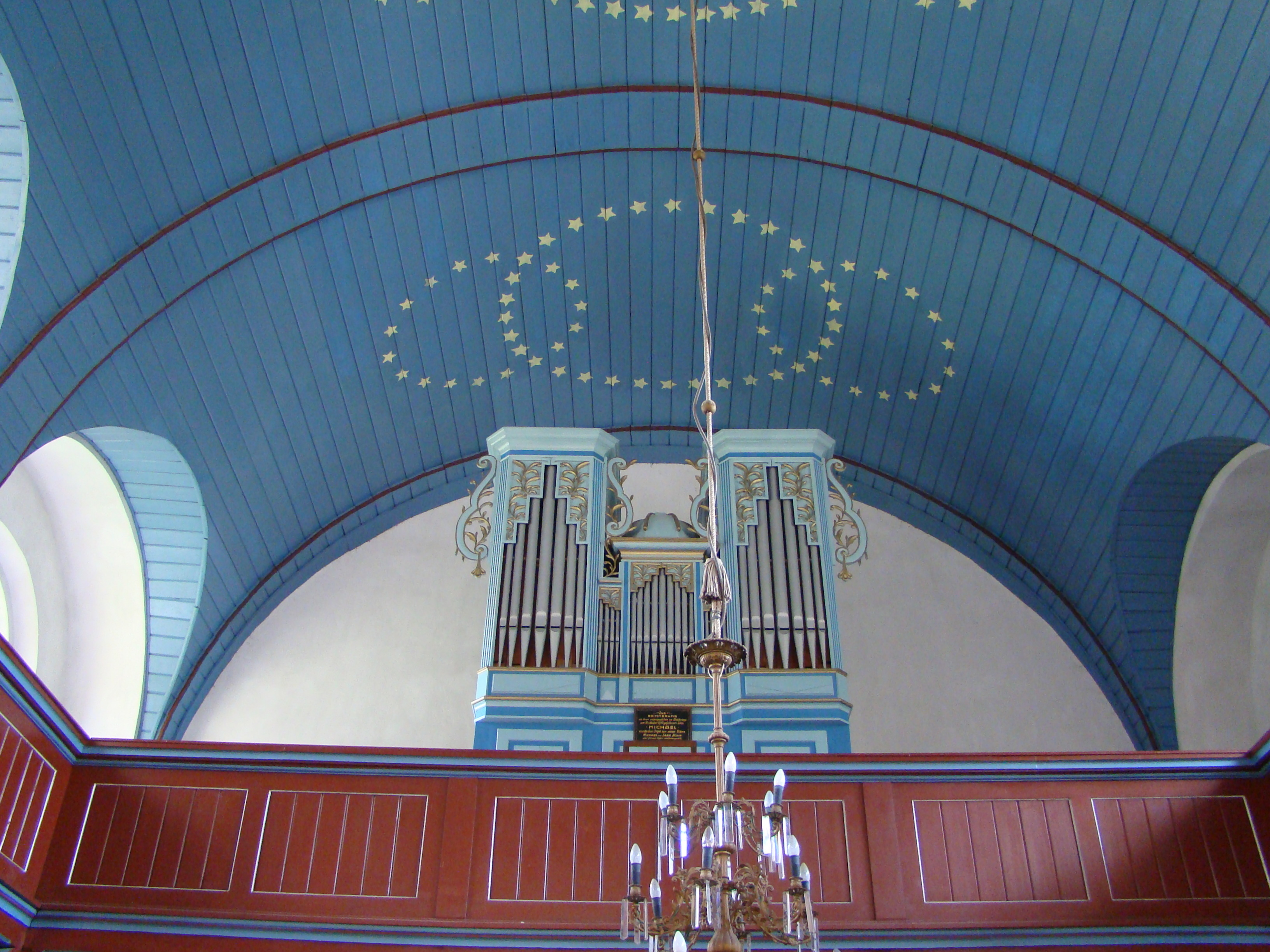
Orga
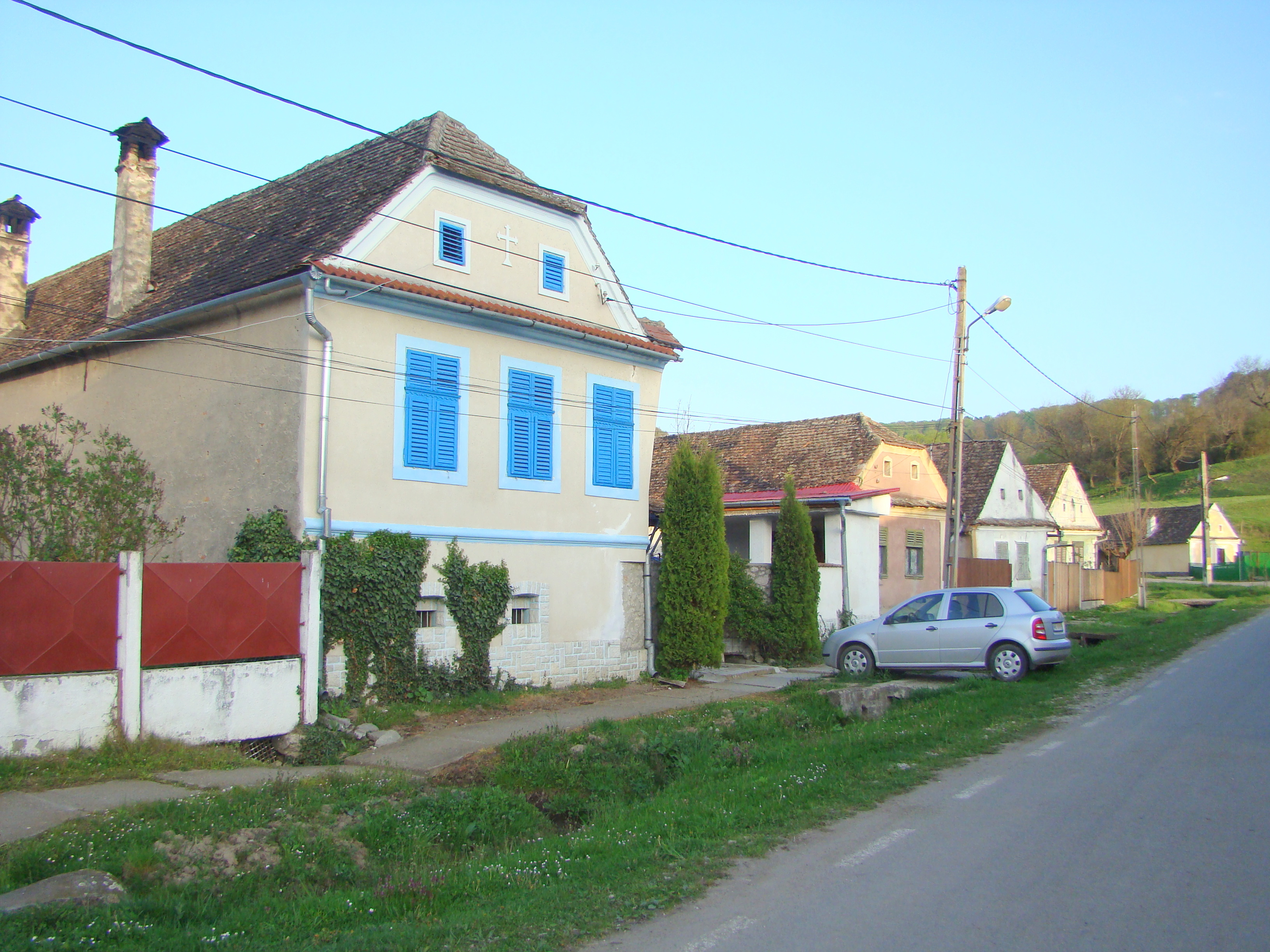
Case tradiționale